# Анторян, Роберт Овакимович
Роберт Овакимович Анторян (род. 22 февраля 1942, Тбилиси) — советский и казахстанский футболист, тренер и футбольный арбитр.

## Биография

### Начальные годы
Родился и вырос в Тбилиси. Семья Анторяна жила в самом центре города. Отец Анторяна — Оваким Арутюнович являлся беженцем из Турции, сбежавший из-за геноцида армян и поселившийся в приграничном городке Ахалкалаки. После переезда в Тбилиси отец Анторяна занимался изготовлением обуви. Позже Оваким Арутюнович по сфабрикованному обвинению был приговорён к восьми годам лишения свободы. Мать — Наталья Акоповна (в девичестве Джанкулашвили), являлась домохозяйкой, полностью посвятившая себя воспитанию детей. В футбол Анторян играл с детства. Поначалу он играл только во дворе, из-за запрета отца заниматься футболом профессионально.
Первой футбольной секцией Анторяна стала футбольная школа № 35. Позже с тремя игроками школы был переведён в Футбольную школу молодёжи, где директором был знаменитый арбитр Григорий Константинович Баканидзе. Анторяна в это время тренировали Баканидзе и заслуженный тренер СССР Асер Маркович Гальперин, замещавший во время ухода Баканидзе судить матчи.
В девятом классе в матче со школой «Юный динамовец» в столкновении с защитником Анторян получил тяжёлое сотрясение мозга. После этого игрового момента был на поле ещё двадцать минут, а потом потерял сознание и очнулся уже в больнице.

### «Кайрат»
В это время отец Анторяна, вернувшись из колонии, поехал в Москву советоваться с родным дядей супруги девятого чемпиона мира по шахматам Тиграна Петросяна. В гостинице познакомился с казахстанцем, оказавшимся дальним родственником Динмухамеда Кунаева. Новый знакомый, курировавший бытовое обслуживание в Кустанайской области, узнав о проблемах отца, позвал его к себе, пообещав содействие. Так отец Анторяна стал работать в Кустанае.
Узнав об этом, мать Анторяна телеграммой позвала Овакима в Тбилиси, и попросила забрать сына с собой. В июле 1958 года отец Анторяна прилетел и забрал Роберта с собой в Кустанай. Окончив школу, Анторян сразу заиграл в основном составе местного «Динамо». Летом 1959 года родственника Кунаева перевели в Алма-Ату, а следом поехал и отец Анторяна. Вернувшись после выездного матча домой, Роберт увидел на столе деньги, билет и записку, в которой отец звал его с собой в столицу Казахстана. Потом Анторян играл в группе подготовки «Кайрата», а в сентябре 1959 года Владимир Болотов пригласил его в главную команду. Вместе с Анторяном пришли Владислав Горбов, Диас Омаров и вратарь Олег Водопьянов. Тогда было уже известно, что в следующем сезоне «Кайрату» предстоял дебют в высшей лиге класса А чемпионата СССР. Главный тренер «Кайрата» Николай Глебов приехал в Алма-Ату из Москвы, но быстро завоевал авторитет у футболистов. Николай Яковлевич сумел за короткий срок создать боеспособный коллектив. Игроки на поле понимали и дополняли друг друга.
Дебютировал в основе «Кайрата» весной 1960 года в матче против киевского Динамо. Со второго круга Анторян стал уже твёрдым футболистом основы. Сезон 1961 года также начинал в числе 11 игроков стартового состава. «Кайрат» в то время придерживался действия от обороны. Тогдашний главный тренер «Кайрата» Николай Глебов Анторяну часто давал персональные задания — опекать лидеров команд-соперников.

### После ухода из «Кайрата»
В 1963 года из-за конфликта с кураторами «Кайрата» был отчислен из клуба. Тот сезон Анторян отыграл в другом алматинском клубе — АДК.
На следующий сезон перешёл в ереванский «Арарат». Играя хорошо в дубле — забивая и отдавая голевые передачи, у Анторяна не получалось в основном составе. К тому же из обещанных условий руководство клуба практически ничего не выполнила. В то время Анторян уже женился. Супругой стала Татьяна Ильина — мастер спорта по лёгкой атлетике, входившая в сборную СССР. Не получив обещанных условий, Анторян попытался объясниться с руководством «Арарата», но, столкнувшись с хамством, вспылил и летом 1964 года уехал из Еревана.

### Неудачное возвращение
После ухода из Еревана Анторяна пригласили в целиноградское «Динамо». Здесь он отыграл два сезона и был приглашён Владимиром Котляровым на сборы в «Кайрат». Продержав 4 месяца, Котляров так и не заявил Анторяна на следующий сезон. Анторяна выручил Анатолий Полосин, тогда тренировавший команду класса «Б» из Темиртау. Вскоре за Анторяном из Караганды приехал капитан «Шахтёра», занимавший ещё и должность начальника команды Рафаэль Сарумов, и уговорил переехать к ним. За переход Анторяна главный тренер «Шахтёра» Игорь Волчок отдал Полосину нескольких игроков.

### «Шахтёр»
Волчок сразу поставил Анторяна в основу, где он много забивал. Выступив хорошо, в 1967 году «Шахтёр» в своей подгруппе класса «А» занял первое место и вышел в финальный раунд, где проиграв кировабадскому «Динамо», не смог выйти в первую группу класса «А».
В 1968 году главным тренером «Шахтёра» стал Владимир Котляров, и Анторян из-за раннего конфликта с ним ушёл из клуба и отыграл сезон в усть-каменогорском «Востоке». В 1969 году вернулся в Караганду, когда команду возглавил Анатолий Полосин. Но сезон для Анторяна получился скомканным.

### «Алатау»
В 1971 году из-за малой игровой практики в «Шахтёре» перешёл в джамбульский «Алатау». В первый сезон Анторян с клубом завоевал второе место в своей зоне во второй лиге СССР. В 1973 году окончил профессиональную карьеру из-за развода с женой.

### После окончания карьеры
После развода у Анторяна возникали проблемы с трудоустройством. Знакомый бывшей жены Анторяна — Михаил Иванович Ильин был зампредсовмина Казахской ССР. Когда Анторян устроился в среднюю школу преподавателем физкультуры, директор через неделю вызвала его и попросила уволиться по собственному желанию, добавив, что в противном случае проблемы возникнут у неё. После этого случая Анторян пошёл к бывшему председателю Спорткомитета республики Каркену Ахметовичу Ахметову, который к тому времени работал в Совмине, и, который очень тепло относился к нему. Ахметов позвонил председателю федерации футбола республики Михаилу Черданцеву и попросил его устроить Анторяна на работу.
По приказу Черданцева Анторян был назначен тренером кокчетавского «Торпедо», которое в своей зоне второй лиги шла на предпоследнем 15-м месте. Анторян обновил состав клуба, подобрав несколько игроков из института физкультуры и СКА. Наладив игру, команда смогла подняться в турнирной таблице и не выбыть из второй лиги.
После распада СССР Анторян занимался бизнесом. Судил первенство Алматы.
В 1999 году аким Карагандинской области Мажит Есенбаев пригласил Анторяна в «Шахтёр». Он оказался заложником взаимоотношений акима и представителя спонсора клуба. Из-за непонятной ситуации Анторяну управлять командой было сложно. Не достигнув поставленной задачи, а также из-за ухода Есенбаева из должности акима, подал в отставку.
В 2012 году Анторян тренировал любительский футбольный клуб «Бруск», созданный при курдском культурном центре.

## Достижения
- Победитель первой лиги СССР: 1967
- Серебряный призёр первой лиги СССР: 1969